# 98. pehotni polk (Avstro-Ogrska)
Za druge 98. polke glejte 98. polk.
98. pehotni polk (izvirno nemško Infanterie-Regiment Nr. 98; dobesedno slovensko: Pehotni polk št. 98) je bil pehotni polk k.u.k. Heera.

## Poimenovanje
- Böhmisches Infanterie Regiment »von Rummer« Nr. 98
- Infanterie Regiment Nr. 98 (1915 - 1918)

## Zgodovina
Polk je bil ustanovljen leta 1883. 

### Prva svetovna vojna
Polkovna narodnostna sestava leta 1914 je bila sledeča: 68% Čehov, 28% Nemcev in 4% drugih. Naborni okraj polka je bil v Hohenmauthu, pri čemer so bile polkovne enote garnizirane sledeče: Josephstadt (štab, II. in III. bataljon), Perzagno (I. bataljon) in Hohenmauth (IV. bataljon).
Med prvo svetovno vojno se je polk bojeval tudi na soški fronti. Med deseto soško ofenzivo je bil 23. maja 1917 polk razbit v italijanskem napadu.
V sklopu t. i. Conradovih reform leta 1918 (od junija naprej) je bilo znižano število polkovnih bataljonov na 3.

## Organizacija
1918 (po reformi)
- 2. bataljon
- 3. bataljon
- 4. bataljon

## Poveljniki polka
- 1908: Karl Bayer[7]
- 1914: Karl Alscher[1]